# 長快 (熊野別当)
長快（ちょうかい、1037年 - 1122年）は、平安時代後期の熊野三山の社僧で、承保2年（1075年）に15代熊野別当に補任され、亡くなるまで48年もの長きにわたって熊野別当の地位にあったという。

## 生涯
長快は、寛治4年（1090年）に白河院の熊野御幸の際の功により熊野別当としては初めて法橋に叙せられ、さらに熊野別当の上に置かれた初代の熊野三山検校に御幸の先達を務めた園城寺僧の増誉が補任されたことにより、熊野三山は中央寺社勢力の秩序の中に組み込まれた。また同時に、「紀伊国二ケ郡田畠五箇所合百余町」（『帝王編年記』）もしくは「一ケ郡田畠百余町」（『百錬抄』）が熊野三山に寄進されたことにより、その財政的基礎が確立した。
さらに、長快は永久2年（1114年）に朝廷の命を受け、諸国運上物を盗み取っていた「南海道海賊」について調べ、南海道の海賊たちへの統制を強めた。
永久4年（1116年）、白河院の2回目の熊野御幸の功を賞され法眼に昇叙された。永久5年（1117年）には、白河院の3回目の熊野御幸に際し熊野山で塔供養したことを賞され法印に昇叙された。
なお、熊野三山では長快の高齢化と熊野別当家内部の人事バランスその他の必要性などから、別当補佐役として「権別当」職が新しく設置されたようである。初代権別当かどうかはわからないが、長快別当の下で権別当を務めていた人物として元永元年（1118年）の範算（『中右記』）もしくは元永2年（1119年）の範尊（『長秋記』・『諸山縁起』所収「熊野山本宮別当次第」）の名が知られている。
長快の没年については、『諸山縁起』所収「熊野山本宮別当次第」に保安4年（1123年）とあるが、『熊野別当代々次第』や『僧綱補任彰考館本』に保安3年（1122年）とあり、諸史料間で一致を見ない。
長快の子として『熊野別当代々次第』に男子6人、女子3人（男女とも名前不明）と記されているが、確実なのは2男長範、3男長兼、4男湛快、5男範快の男子4人だけである。享年86。